# Cyrtandra impar
Cyrtandra impar är en tvåhjärtbladig växtart som beskrevs av Friedrich Fritz Wilhelm Ludwig Kraenzlin. Cyrtandra impar ingår i släktet Cyrtandra och familjen Gesneriaceae. Inga underarter finns listade i Catalogue of Life.